# Африкански трионикс
Африканските трионикси (Trionyx triunguis), наричани също нилски трионикси и нилски меки речни костенурки, са вид влечуги от семейство Мекочерупчести костенурки (Trionychidae), единствен съвременен представител на род Trionyx.
Разпространени са в сладководните водоеми в голяма част от Африка и Източното Средиземноморие. Видът е уязвим и популацията му намалява.